# Hauptzollamt Geestemünde
Das Hauptzollamt Geestemünde in Bremerhaven - Geestemünde, Ortsteil Geestendorf, Kaistraße 1 und Klußmannstraße 4/6, stammt von 1908, war ein Zollamt und ist heute ein Verwaltungsgebäude.
Das Bauwerk steht seit 2004 unter Bremer Denkmalschutz.

## Geschichte
1847, bei seiner Gründung, war Geestemünde Zollausland. Seit 1866 zum Königreich Preußen gehörig, verlor es 1888 als Zollinland den Charakter eines Freihafens. Für die Abfertigung der angelandeten Waren war zunächst das 1861 gebaute Hauptzollamtsgebäude neben dem Bahnhof Geestemünde zuständig.
Das ein- bis dreigeschossige verklinkerte Gebäude an der Drehbrücke über den Geestemünder Hauptkanal, nicht weit vom alten Standort, wurde 1907/08 nach Plänen von Geheimer Regierungsbaurat Friedrich Peltz (Stade) als Königlich Preußisches Hauptzollamt Geestemünde im Stil der Neorenaissance und der Reformarchitektur errichtet. Auffällig ist der Wechsel von Mauerziegeln und Werksteinen. Staffelgiebel, Treppenturm, hohe  Satteldächer, der runde Dachreiter, Fenster und das Hauptportal erinnern an Neogotik und Renaissance. Die Rampe am Mitteltrakt und der vorgelagerte Zollhof (mit zwei Toren) lassen die alte Funktion der Anlage noch erkennen. 
Unter wechselnden Bezeichnungen diente das Amt den  Zollverwaltungen der  Länder und des  Deutschen Reiches als Zentrale für viele Zollstellen im Elbe-Weser-Dreieck.
Als 1947 Wesermünde mit Geestemünde als Bremerhaven zum Land Bremen kam, wurde das Hauptzollamt landbremische Behörde, zuständig für Bremerhaven und das stadtbremische Überseehafengebiet in Bremerhaven. Seit 1950  gehörte es zur Bundeszollverwaltung. In den 1970er Jahren hatte das Amt 60 Mitarbeiter. Es war der Verwaltungskopf für zwei Zollämter und zwei Zollkommissariate. Ihm oblag die zollrechtliche Abfertigung des Auslandspost- und Eisenbahnstückgutverkehrs von und nach Bremerhaven. 1979 wurden in seinem Zuständigkeitsbereich etwa 400 Millionen Deutsche Mark an Eingangsabgaben erhoben.